# Lehtonen (ö i Kajanaland, Kajana, lat 64,33, long 27,32)
Lehtonen är en ö i Finland. Den ligger i Ule träsk och i kommunen Paldamo i den ekonomiska regionen  Kajana ekonomiska region  och landskapet Kajanaland, i den centrala delen av landet, 500 km norr om huvudstaden Helsingfors. Öns area är 3 hektar och dess största längd är 270 meter i sydöst-nordvästlig riktning.